# アイコンサイアム
アイコンサイアム (タイ語: ไอคอนสยาม、英語: ICONSIAM) は、2018年11月にタイ王国バンコクのチャオプラヤー川沿いにあるクローンサーン地区に開業した、2棟の高層コンドミニアムやショッピングモールから構成された、タイ最大級となる大型商業施設。 2018年以降タイ国内で最も高い超高層ビルである。

## 特徴
- 525,000 m2 (5,650,000 平方フィート) の総店舗面積。
- タイに初めて進出するブランドが多数出店し、バンコク初出店となる高島屋など、日本ブランドも多い。
- 1階には「SOOK SIAM」(スックサイアム)という水上マーケットを模したタイの各地方の物産展のような広大なエリアがある。
- チャオプラヤ川沿いに、1万平方メートルを超える川沿いの公園と川沿いの遊歩道を有する。
- 2020年12月にはバンコク・スカイトレインの運営企業による自動運転のモノレール「ゴールドライン」が開業し、モールへのアクセスが改善された[2]。

## ギャラリー

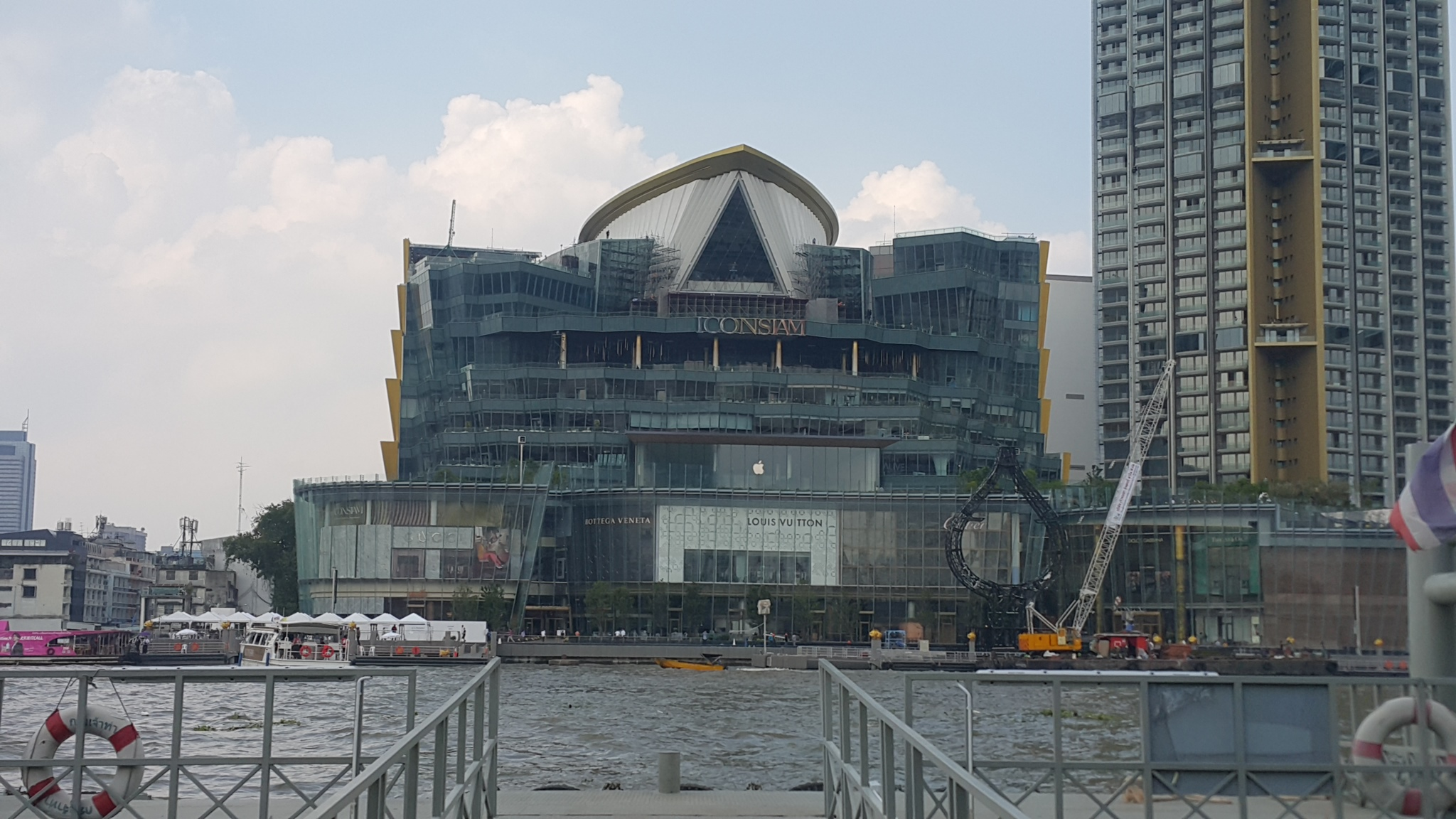
チャオプラヤ川から見たアイコンサイアムのショッピングモール
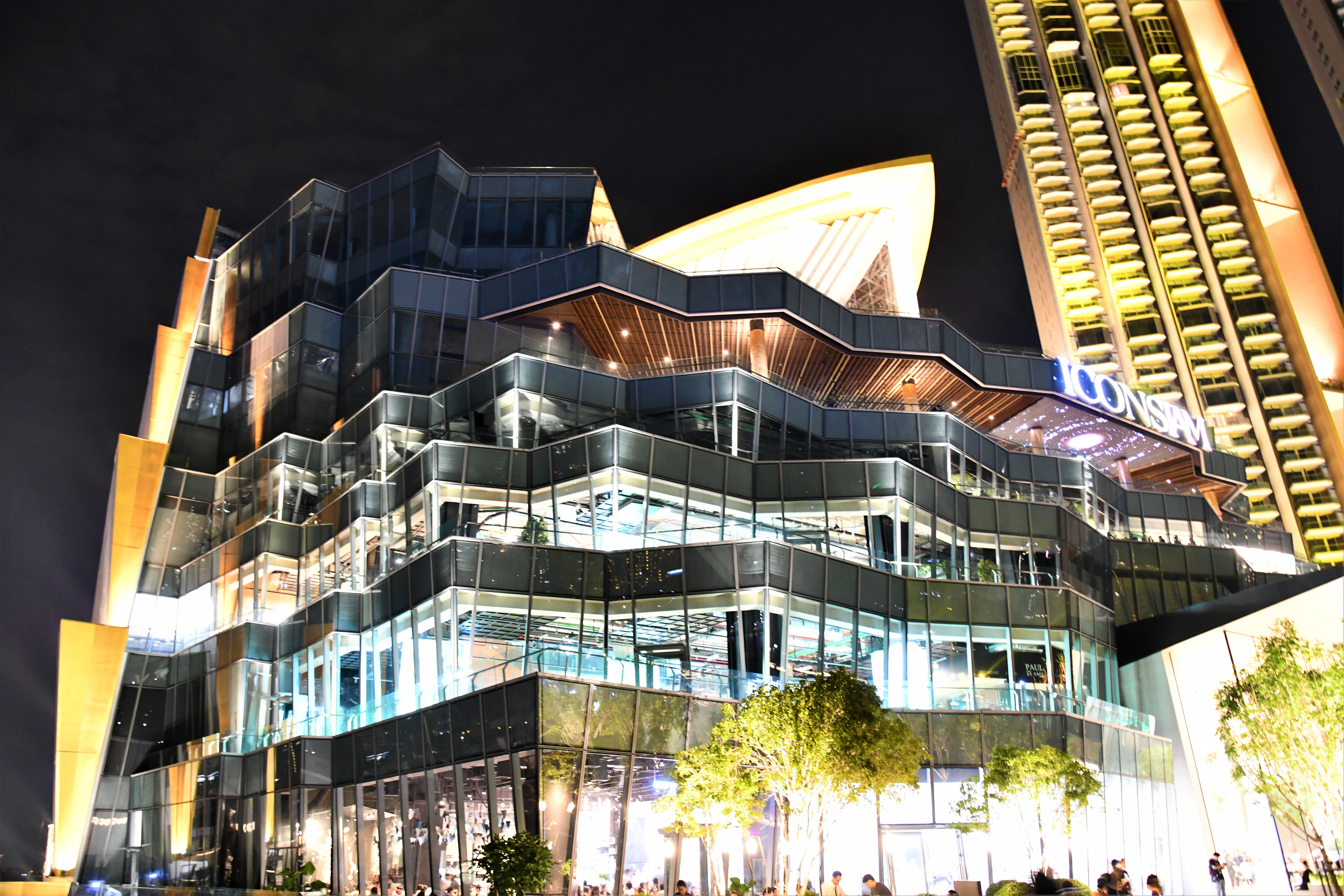
高級コンドミニアムとデパート
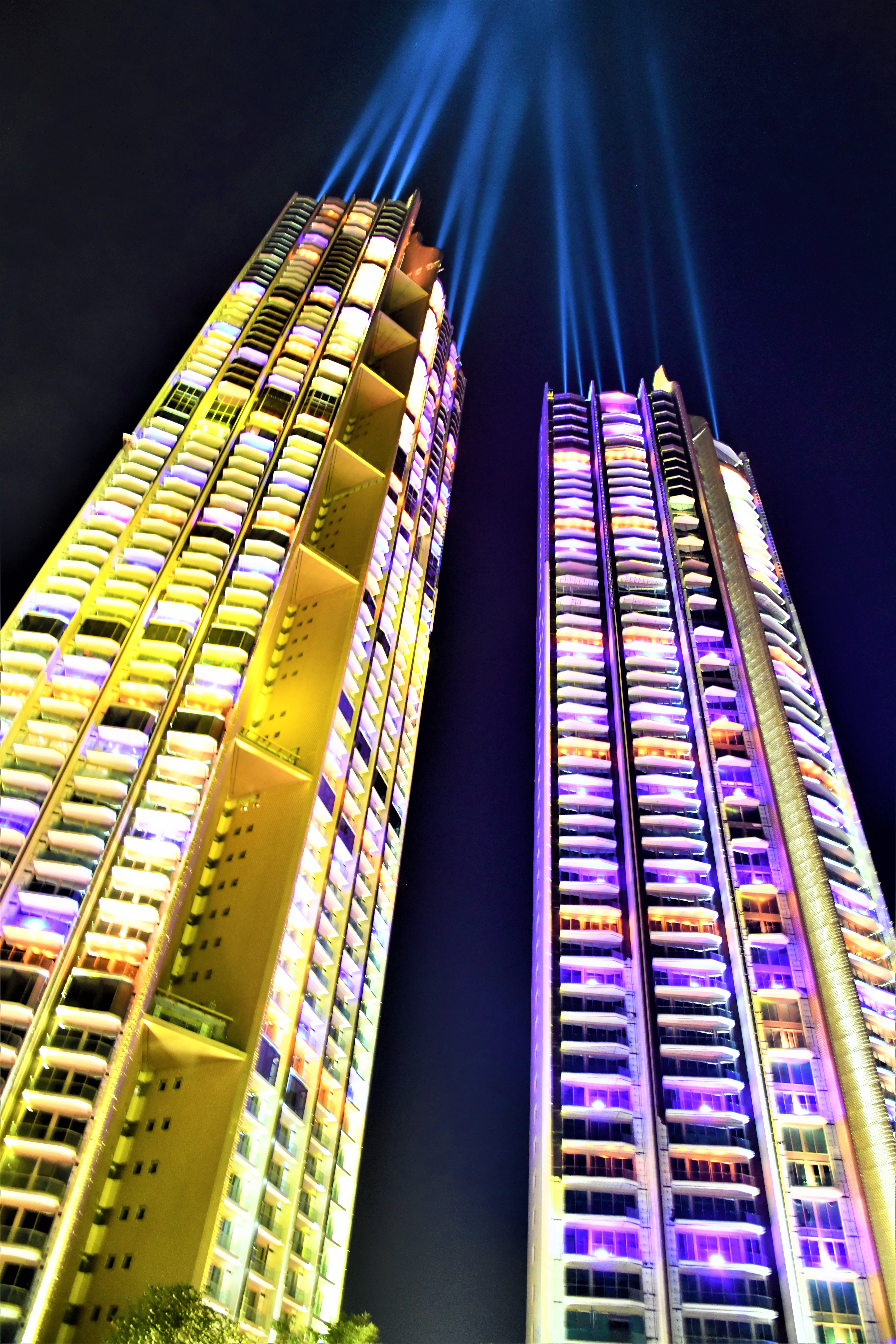
マグノリア・ウォーターフロント・レジデンス
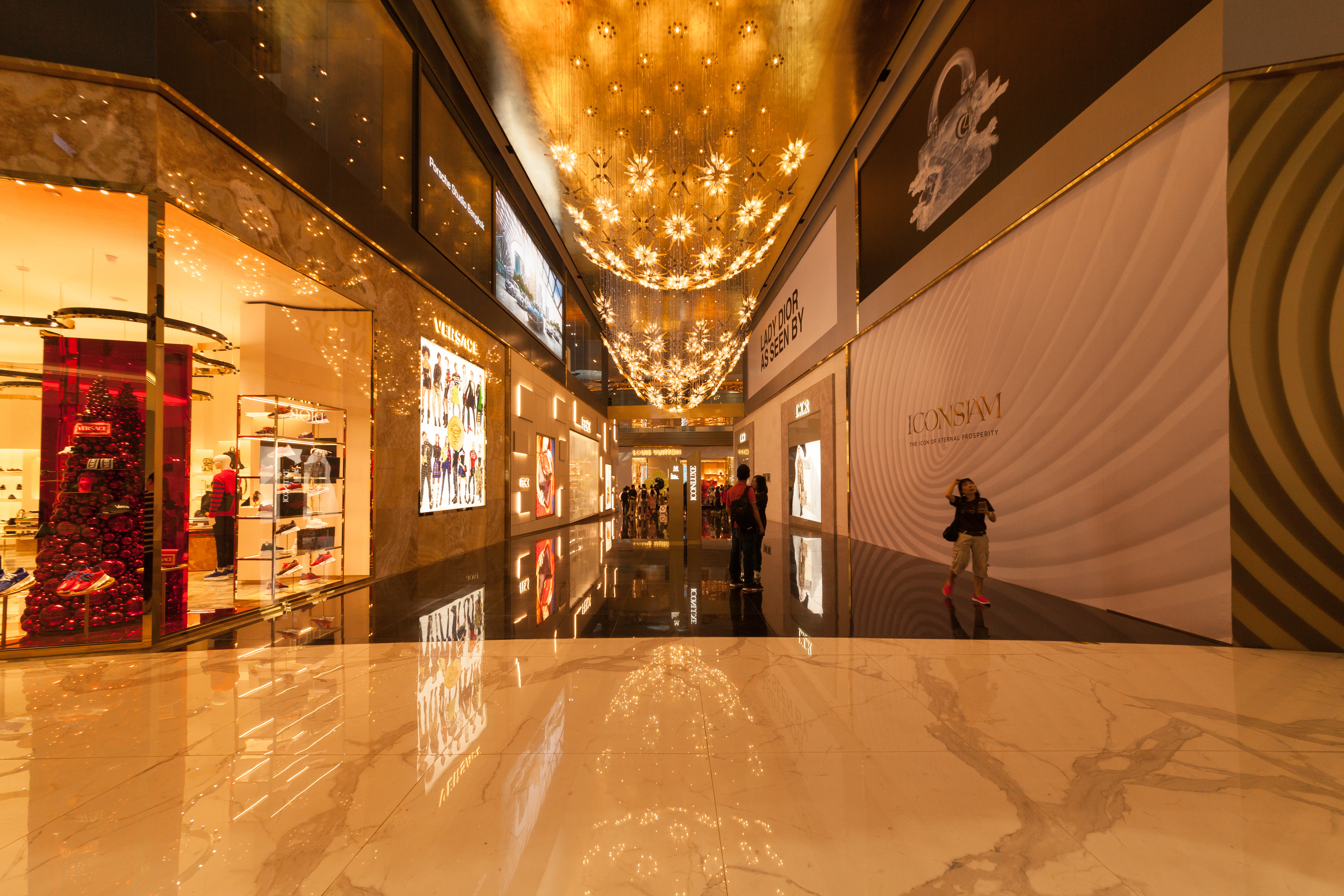
IconLuxe
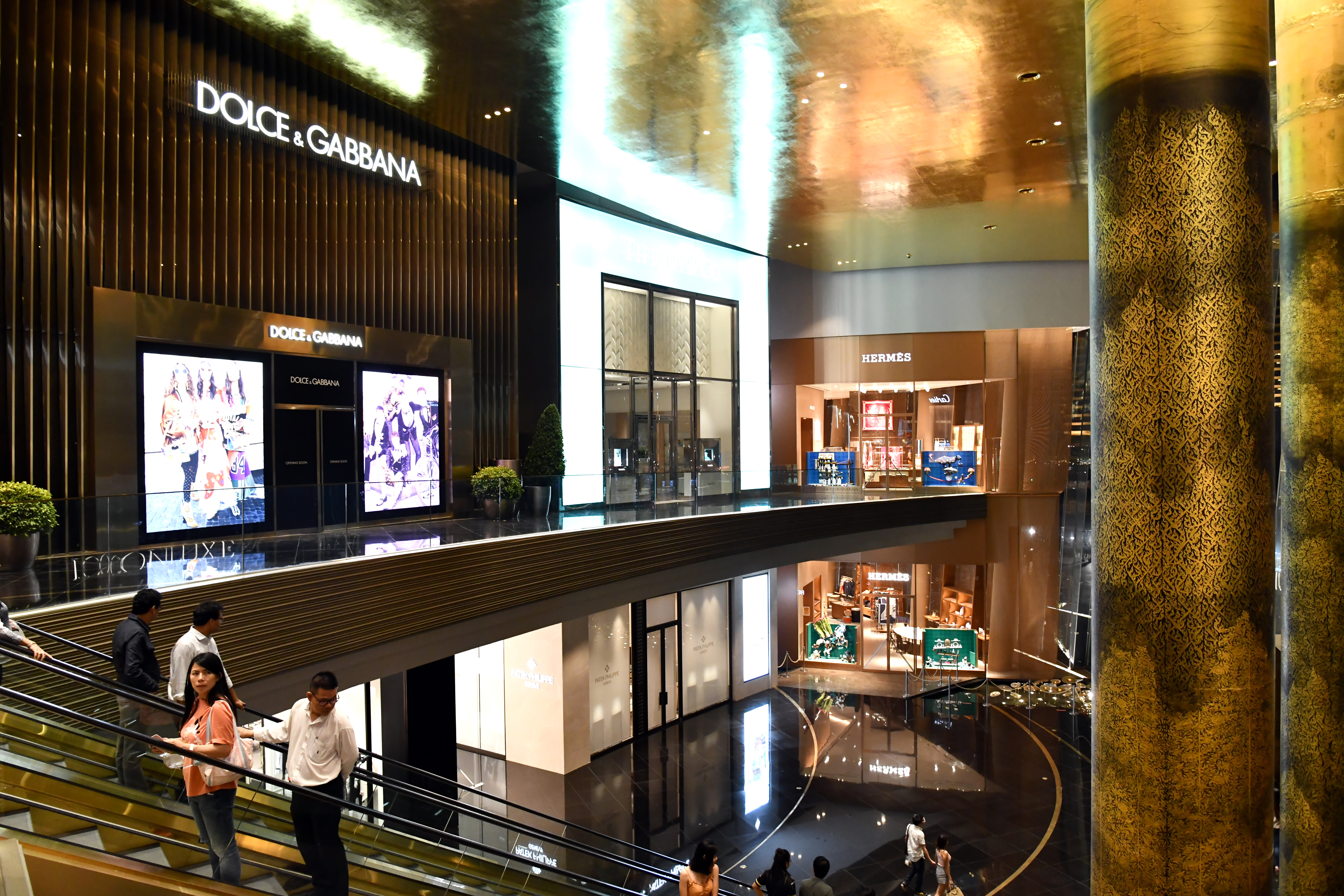
IconLuxe内部
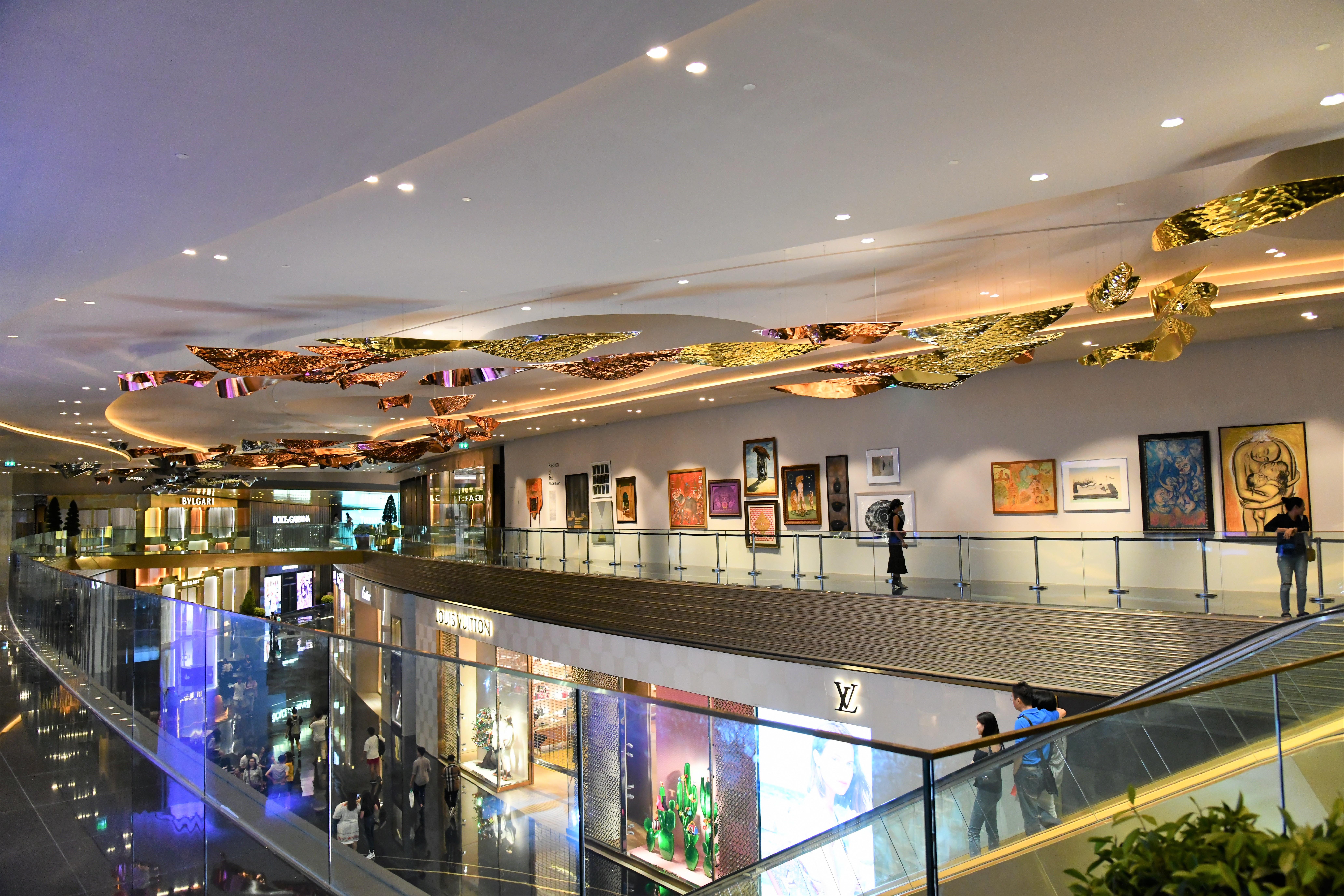
ICONSIAMのグランドオープニング
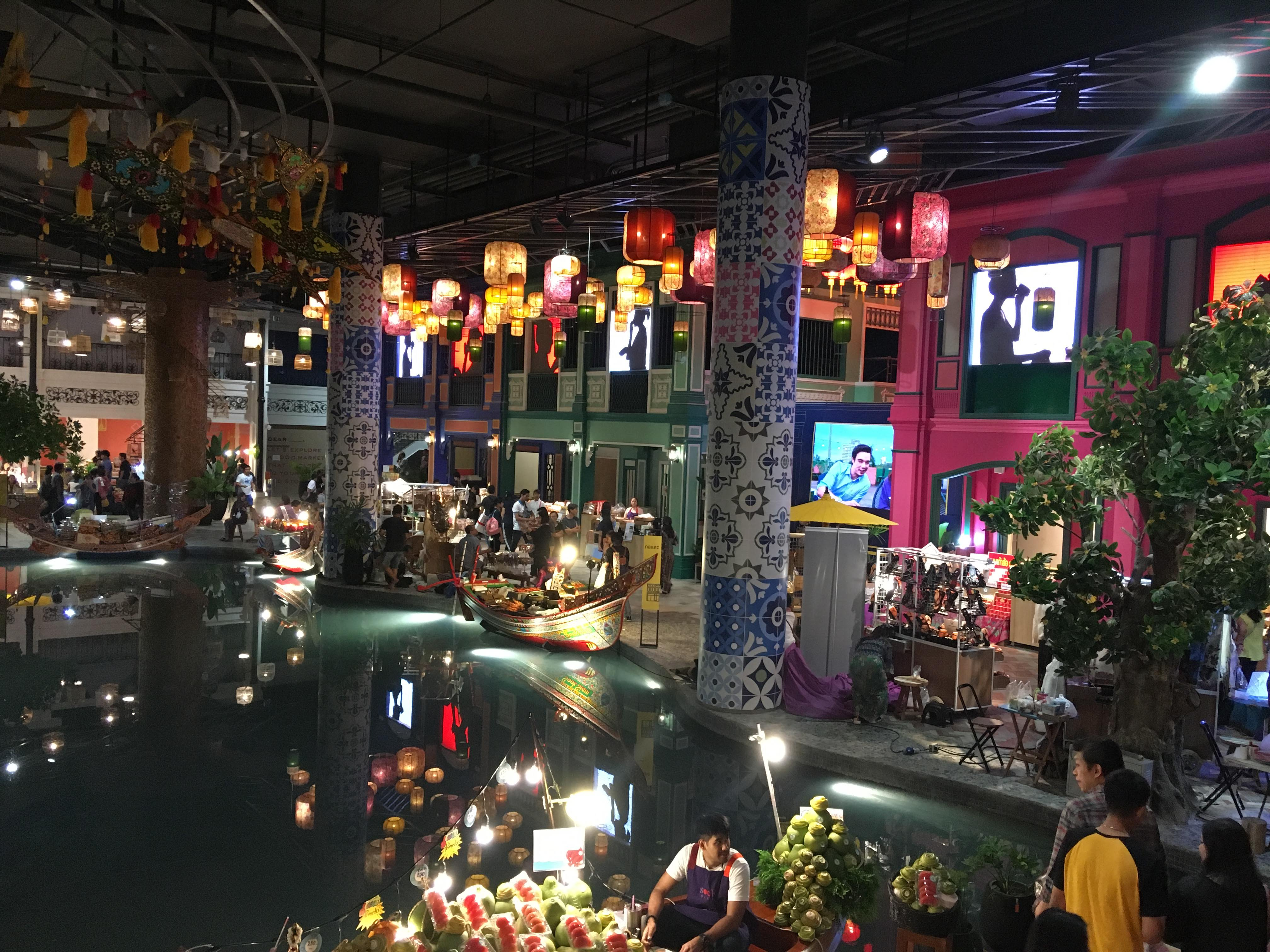
SookSiam
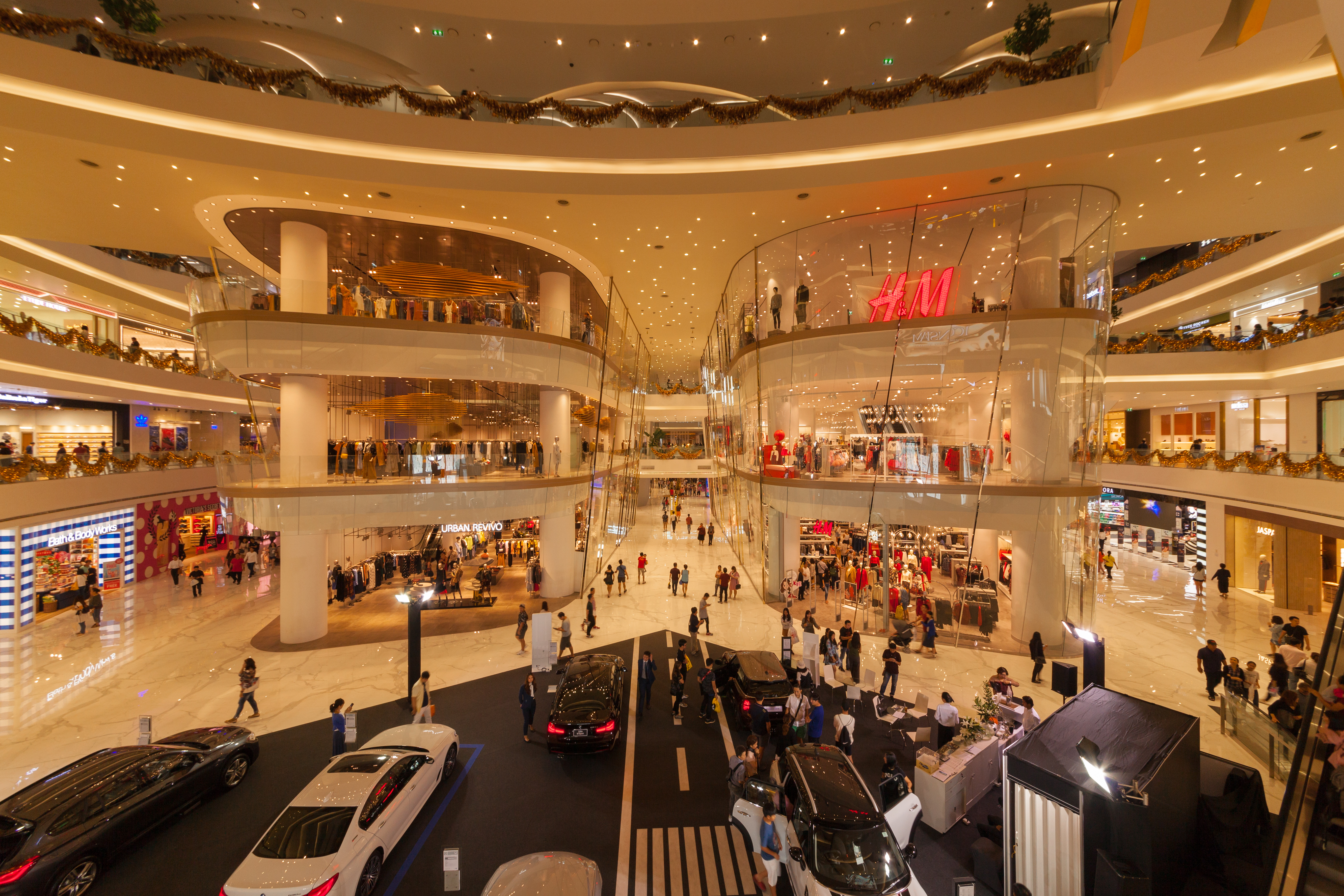
モール内のアトリウム
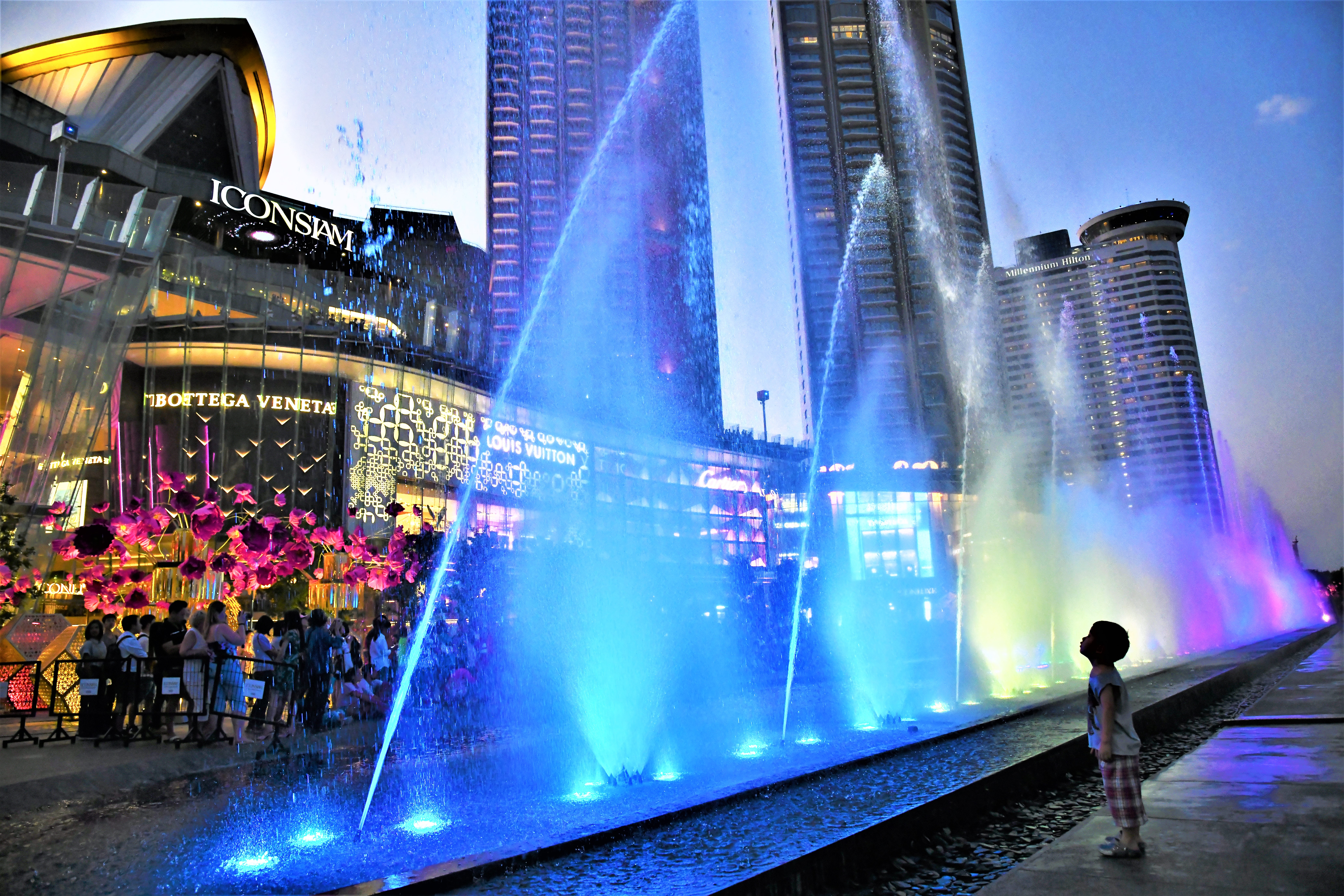
マルチメディア・ウォーター・フィーチャー